# Pteromalus sophax
Pteromalus sophax är en stekelart som beskrevs av Walker 1839. Pteromalus sophax ingår i släktet Pteromalus och familjen puppglanssteklar. Inga underarter finns listade i Catalogue of Life.